# Грошев, Владимир Владимирович
Владимир Владимирович Грошев (4 января 1995, Алма-Ата) — казахстанский футболист, вратарь.

## Карьера
Воспитанник алматинского футбола. Профессиональную карьеру начал в 2011 году в составе футбольного клуба «Цесна».
В 2012 году продолжил карьеру в молодёжном составе клуба «Кайрат». За следующие несколько лет сыграл 60 матчей в первенстве дублёров, а также 21 матч за фарм-клубы «Кайрата» в первой и второй лигах. В 2014 году впервые попал в число запасных на матче основной команды клуба. Единственный матч за основной состав «Кайрата» сыграл 23 апреля 2017 года против павлодарского «Иртыша» (3:3), заменив на 23-й минуте Стаса Покатилова, и за оставшееся время пропустил два гола.
В 2018 году продолжил карьеру в футбольном клубе «Окжетпес», команда стала победителем первой лиги, однако вратарь только один раз вышел на поле. В 2019 году перешёл в клуб первой лиги «Махтаарал».
Неоднократно вызывался в состав молодёжной сборной Казахстана.

## Достижения
- 2014 — обладатель Кубка ПФЛ между дублирующими составами
- 2016 — чемпион второй лиги Казахстана
- 2017 — бронзовый призер первенства Казахстана
- 2018 — победитель первой лиги Казахстана